# Digama similis
Digama similis là một loài bướm đêm thuộc phân họ Arctiinae, họ Erebidae.